# الإغلاق التام في إيطاليا بسبب فيروس كورونا 2020
فرضت حكومة إيطاليا بقيادة رئيس الوزراء جوزيبي كونتي حجرًا صحيًا على الصعيد الوطني في 9 مارس عام 2020، قُيّدت على إثره حركة السكان باستثناء الحالات الضرورية والذهاب إلى العمل والظروف الصحية، في استجابة ضد تفشي جائحة فيروس كورونا في البلاد. تضمنت القيود الإضافية في سياق الحجر الصحي الإغلاق المؤقت للمتاجر والشركات قليلة الأهمية. جاءت هذه التدابير في أعقاب قيود سابقة أُعلن عنها في اليوم السابق طالت ستة عشر مليون شخص ضمن إقليم لومبارديا وأربعة عشر مقاطعة في أقاليم إميليا-رومانيا، وفينيتو، وبييمونتي، وماركي، بعد تطبيق حجر صحي سابق ضيق النطاق على إحدى عشرة بلدية في مقاطعة لودي في أواخر فبراير.

## خلفية
بعد تفشي مرض فيروس كورونا 2019 الذي بدأ في الصين، وتحديدًا في مدينة ووهان بمقاطعة خوبي، أكّدت الحكومة الإيطالية أول حالات المرض داخل البلاد في 30 يناير عام 2020، بعد اكتشاف الفيروس لدى سائحَين صينيين كانا في زيارة إلى إيطاليا. أُكّدت إصابة ثالثة في 7 فبراير، وهي لمريض إيطالي أُجلي من ووهان. زاد عدد الحالات المؤكدة في 21 فبراير، عندما تأكدت إصابة ستة عشر شخصًا في لومبارديا وفينيتو. أسفرت أول حالتي وفاة لشخصين أُصيبا بالفيروس عن إغلاق العديد من البلدات في لومبارديا، بسبب وجود عدد كبير من المرضى المصابين في الإقليم.

## نبذة تاريخية

### بدايات الإغلاق التام

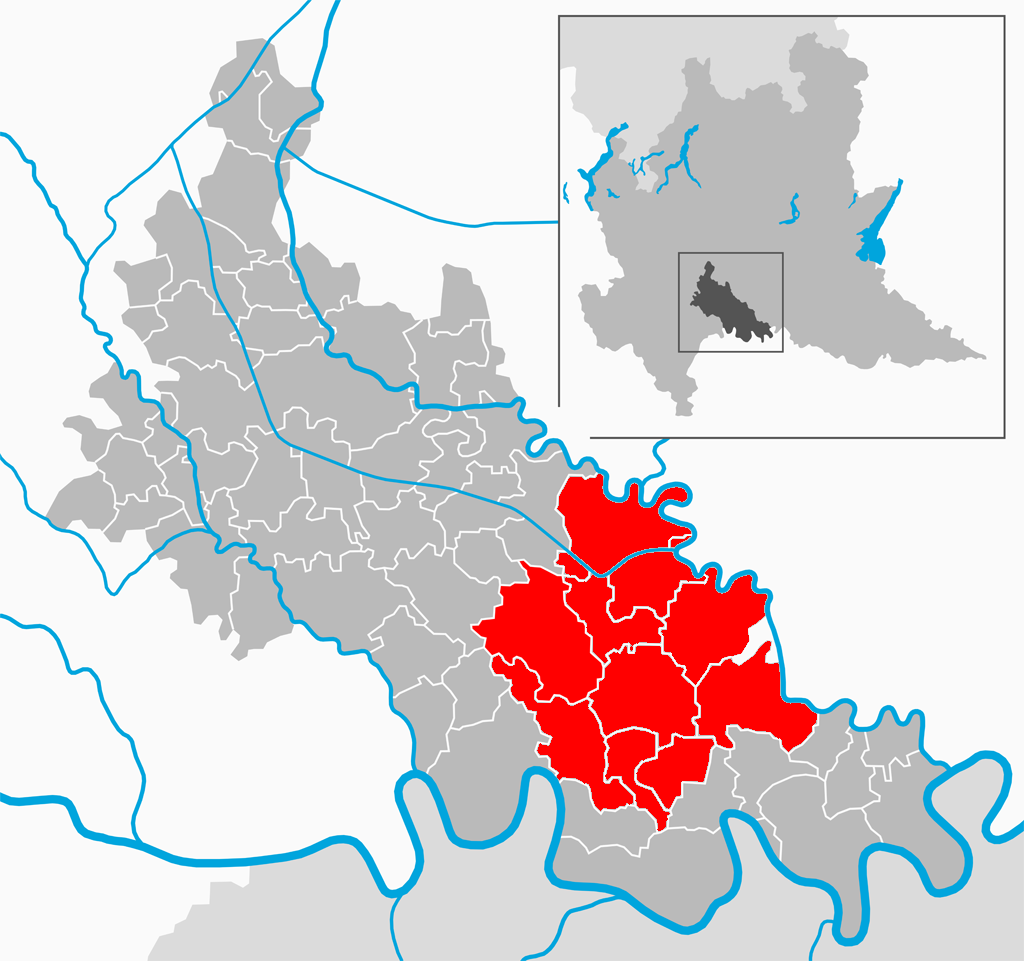
خريطة مقاطعة لودي تظهر البلديات الخاضعة للحجر الصحي قبل توسع رقعته

بدأت عمليات الإغلاق التام في 21 فبراير عام 2020 تقريبًا، وغطّت إحدى عشرة بلدية في مقاطعة لودي في لومبارديا، لتشمل ما يقارب 50,000 شخص. كانت بلدة كودوجنو (ذات التعداد السكاني البالغ 16,000 نسمة) بؤرة مركزية لانتشار للفيروس، ما دفع سيارات الشرطة إلى وضع الحواجز وإغلاق الطرق المؤدية إلى المناطق الخاضعة للحجر الصحي. فرضت قوات الشرطة والكارابينييري إقامة «المنطقة الحمراء» (بالإيطالية: zona rossa) المحجورة صحيًا في بادئ الأمر، وأفادت التقارير بوجود 400 شرطي مع 35 نقطة تفتيش لفرض المنطقة الحمراء بحلول 27 فبراير. كان من المفترض استمرار الإغلاق التام حتى 6 مارس. سُمح للسكان بمغادرة منازلهم وإدخال حاجياتهم مثل الطعام والدواء، لكن لم يسمح لهم بالذهاب إلى المدرسة أو أماكن عملهم، وحُظرت التجمعات العامة، وتجاوزت القطارات المنطقة دون المرور منها.

### التوسع في المحافظات الشمالية
في وقت مبكر من يوم الأحد 8 مارس عام 2020، أعلن رئيس الوزراء الإيطالي جوزيبي كونتي عن توسيع منطقة الحجر الصحي لتشمل جزءًا كبيرًا من شمال إيطاليا، ويشمل نطاق الحجر أكثر من ستة عشر مليون شخص، بالإضافة إلى منع السفر من المناطق المحجورة وإليها وداخلها، وحظر الجنازات والأحداث الثقافية، ومطالبة الأشخاص بالابتعاد مسافة متر واحد على الأقل بعضهم عن بعض في الأماكن العامة مثل المطاعم والكنائس والأسواق المركزية. أوضح كونتي لاحقًا في مؤتمر صحفي أن المرسوم لم يكن «حظرًا مطلقًا»، مع الحفاظ على قدرة السكان على استخدام القطارات والطائرات من المنطقة وإليها تبعًا «لاحتياجات العمل، أو حالات الطوارئ، أو لأسباب صحية مثبتة». علاوةً على ذلك، سُمح للسياح من خارج المنطقة بمغادرتها.
سُمح للمطاعم والمقاهي بفتح أبوابها، مع اقتصار أوقات عملها بين السادسة صباحًا والسادسة مساءً، بينما أُغلقت العديد من المواقع العامة الأخرى مثل الصالات الرياضية، والنوادي الليلية، والمتاحف، والمسابح بصورة تامة. أُمرت الشركات بتطبيق «آليات عمل ذكية» للسماح لموظفيها بالعمل من المنزل. ألغى المرسوم ذو المفعول الساري حتى 3 أبريل أي إجازة للعاملين في المجال الطبي، وسمح للحكومة بفرض غرامات أو سجن لمدة تصل إلى ثلاثة أشهر على الأشخاص الذين يُلقى القبض عليهم في أثناء خروجهم من المنطقة المحجورة أو دخولهم إليها دون إذن. فرض المرسوم أيضًا قيودًا على التجمعات العامة في أماكن أخرى على امتداد إيطاليا، وألغى «المنطقة الحمراء» الأولية (رغم بقاء البلديات ضمن منطقة الحجر الصحي).
اعتُبرت إجراءات الإغلاق التي نفذتها إيطاليا أكثر الإجراءات صرامةً ضد انتشار المرض خارج نطاق إجراءات الإغلاق التام المطبقة في الصين. أُكدت أكثر من 5,800 حالة إصابة بفيروس كورونا في إيطاليا مع وفاة 233 مريضًا بالتزامن مع صدور المرسوم. سُرّبت مسودة المرسوم لوسائل الإعلام في وقت متأخر من ليلة السبت قبل دخوله حيز التنفيذ، ونشرتها صحيفة كوريري ديلا سيرا، الأمر الذي دبّ الذعر داخل المناطق التي سيتم عزلها، ما أثار ردود فعل مختلفة بين السياسيين في المنطقة. هرع مئات الأشخاص في ميلانو إلى الخروج من المدينة على متن آخر رحلات القطارات المغادرة مساء السبت، في سياق تهافت عام لمغادرة المنطقة الحمراء، وفق ما ذكرت صحيفة لا ريبوبليكا. على أي حال، أفادت وسائل الإعلام بحدوث تغييرات طفيفة نسبيًا خلال الساعات الأولى من توقيع المرسوم، إذ استمرت القطارات والطائرات بتسيير رحلاتها من المنطقة وإليها، حالها حال المطاعم والمقاهي التي لم توقف أعمالها. ذكرت بي بي سي استمرار بعض الرحلات الجوية المتجهة إلى ميلانو في 8 مارس، رغم إلغاء العديد منها. أسندت المبادئ التوجيهية الجديدة للتعامل مع فيروس كورونا مسؤوليةَ البت في قرار تعليق الرحلات الجوية إلى السلطات القضائية المحلية.
| المحافظة                           | منطقة                              | تعداد السكان    |
| ---------------------------------- | ---------------------------------- | --------------- |
| اليساندريا                         | بيدمونت                            | 420,017 نسمة    |
| أستي                               | بيدمونت                            | 214342 نسمة     |
| برغامو                             | لومباردي                           | 1,115,536 نسمة  |
| بريشيا                             | لومباردي                           | 1,265,954 نسمة  |
| كومو                               | لومباردي                           | 599,204 نسمة    |
| كريمونا                            | لومباردي                           | 358.955 نسمة    |
| ليكو                               | لومباردي                           | 337,380 نسمة    |
| لودي                               | لومباردي                           | 230198 نسمة     |
| مانتوا                             | لومباردي                           | 411,958 نسمة    |
| ميلان                              | لومباردي                           | 3,263,206 نسمة  |
| مودينا                             | إميليا رومانيا                     | 705,422 نسمة    |
| مونزا وبريانزا                     | لومباردي                           | 875769 نسمة     |
| نوفارا                             | بيدمونت                            | 368607 نسمة     |
| بادوفا                             | فينيتو                             | 938,957 نسمة    |
| بارما                              | إميليا رومانيا                     | 452,022 نسمة    |
| بافيا                              | لومباردي                           | 545,888 نسمة    |
| بيسارو وأوربينو                    | ماركي                              | 358,886 نسمة    |
| بياتشينزا                          | إميليا رومانيا                     | 287,152 نسمة    |
| ريجيو إميليا                       | إميليا رومانيا                     | 531891 نسمة     |
| ريميني                             | إميليا رومانيا                     | 339,437 نسمة    |
| سوندريو                            | لومباردي                           | 180,811 نسمة    |
| تريفيزو                            | فينيتو                             | 888293 نسمة     |
| فاريزي                             | لومباردي                           | 890768 نسمة     |
| مدينة البندقية                     | فينيتو                             | 857,841 نسمة    |
| فربانو كوزيو أوسولا                | بيدمونت                            | 157,844 نسمة    |
| فرشيلي                             | بيدمونت                            | 170298 نسمة     |
| إجمالي السكان الخاضعين للحجر الصحي | إجمالي السكان الخاضعين للحجر الصحي | 16,466,636 نسمة |

الأقاليم الخاضعة للحجر الصحي في يوم 8 مارس

غطّت المنطقة المغلقة، اعتبارًا من 8 مارس عام 2020، إقليم لومبارديا بأكمله، بالإضافة إلى أربع عشرة مقاطعة في أقاليم بييمونتي، وفينيتو، وإميليا-رومانيا، وماركي. تضمنت المنطقة المغلقة مدينتي ميلانو والبندقية، وثلاث مناطق متفرقة (حول لومبارديا، وحول البندقية، ومنطقة أخرى تحيط بسان مارينو). يصل تعداد السكان في المنطقة المشمولة إلى أكثر من ستة عشر مليون شخص، أي ما يقارب ربع سكان إيطاليا. غطّت المحاجر الصحية مساحةً تبلغ نحو 56,000 كيلومتر مربع (22,000 ميل مربع).

### توسع الحجر لكامل البلاد
في مساء التاسع من مارس، وُسّع نطاق إجراءات الحجر الصحي لتشمل الدولة بأكملها، ودخلت حيز التنفيذ في اليوم التالي. أوضح كونتي في خطاب متلفز تأثير الإجراءات التي ستمنع السفر باستثناء حالات الطوارئ المتعلقة بالعمل والأسرة، بالإضافة إلى إلغاء جميع الفعاليات الرياضية في البلاد. تُعد إيطاليا الدولة الأولى التي تُطبق الحجر الصحي على الصعيد الوطني نتيجة تفشي فيروس كورونا عام 2020.
أعلن كونتي في 11 مارس تشديد إجراءات الإغلاق، مع إغلاق جميع الشركات التجارية ومتاجر التجزئة باستثناء تلك التي توفر الخدمات الأساسية، مثل متاجر البقالة، ومتاجر المواد الغذائية، والصيدليات.
أعرب وزير الخارجية لويجي دي مايو عن ضرورة الإغلاق لمصلحة إيطاليا. فرضت السلطات الإيطالية عقوبات على منتهكي القوانين، حتى أولئك الذين يخرجون في الأماكن العامة رغم ظهور أعراض الإصابة بالفيروس عليهم، إذ يُعتبرون تهديدًا بنشر العدوى عن عمد.

## التأثيرات

### على المستوى الاقتصادي
أشار رئيس مكتب صحيفة نيويورك تايمز في روما جيسون هورويتز إلى الإغلاق الموسع بأنه «تضحية بالاقتصاد الإيطالي على المدى القصير لإنقاذه من ويلات الفيروس على المدى الطويل»، مع الأخذ بعين الاعتبار كون ميلانو العاصمة الاقتصادية للبلاد في حين كانت البندقية إحدى أهم الوجهات السياحية. أنتج إقليما لومبارديا وفينيتو وحدهما ثلث الناتج المحلي الإجمالي الإيطالي.
أشارت التوقعات بالفعل إلى اتجاه الاقتصاد الإيطالي نحو الركود بسبب تداعيات تفشي المرض حتى قبل توسيع نطاق الحجر الصحي، إذ تضررت السياحة وتجارة السلع الفاخرة بصفة خاصة نتيجة تخفيض حركات السفر. من المتوقع أن يتسبب الحجر الصحي واسع النطاق بدخول الاقتصاد الأوروبي كاملًا في حالة ركود، بالإضافة إلى تعطيل سلاسل التوريد، كشركات تصنيع السيارات الألمانية مثل فولكس فاجن. قبل تطبيق الحجر الصحي، تنبّأت شركة سكوب ريتينغ ذات المسؤولية المحدودة في 2 مارس بانكماش سنوي في الناتج المحلي الإجمالي الإيطالي في عام 2020، مع ارتفاع عجز الميزانية بما يزيد عن 2.5% من الناتج المحلي الإجمالي. أعاد بنك بيرنبرغ تحديد توقعاته بشأن النمو الاقتصادي الإيطالي في عام 2020 من (-0.3%) قبل الإغلاق إلى (-1.2%). قدّر خبير اقتصادي في شركة كابيتال إيكونوميكس للخدمات الاستشارية في لندن انخفاض الناتج المحلي الإجمالي الإيطالي لعام 2020 بنسبة 2% بعد الإغلاق الوطني، مع افتراض انتهاء الإغلاق في الموعد المحدد.
انخفض مؤشر فوتسي إم آي بي، وهو مؤشر البورصة القياسي في إيطاليا، بنسبة 11% في 9 مارس بالتزامن مع إعادة فتح السوق، إذ أُطلق على هذا التاريخ اسم «الاثنين الأسود». تُعد أكثر القطاعات تضررًا نتيجة الإغلاق قطاعات الفندقة والضيافة، وخدمات الطعام، والبيع بالتجزئة، والفن، والترفيه، والنقل، إذ تشكل جميعها نحو 23% من الناتج المحلي الإجمالي للبلاد. من المتوقع أن تشهد البلاد أزمة سياحية، بالتزامن مع خلوّ الوجهات التي تُعتبر مزدحمةً في الحالة العامة من زوارها. يُذكر أيضًا مساهمة القطاع السياحي بما يعادل 6% من الناتج المحلي الإجمالي.

### على المستوى البيئي
انخفضت انبعاثات ثنائي أكسيد النيتروجين بشكل كبير في شمال إيطاليا خلال إجراءات الإغلاق في أوائل عام 2020.

### فعالية الإجراءات
أثبتت التدابير المتخذة نجاعتها بصورة واضحة. أظهرت نتائج الحسابات التي أجرتها كل من شركة سوبيك وجامعة تورينو باستخدام بيانات من شركات الهاتف المحمول انخفاضًا بنسبة 50% في الحركة بين المقاطعات، بينما قلّت التفاعلات الشخصية بنسبة 19% بين 22 فبراير و10 مارس. أعلن نائب رئيس إقليم لومبارديا فابريزيو سالا في 17 مارس عن انخفاض إجمالي في الحراك الاجتماعي بنسبة 60% ضمن الإقليم، في الفترة الممتدة بين 20 فبراير و16 مارس، لكن لم يُعتبر هذا الانخفاض كافيًا.

## ردود الفعل

### محليًا
انتقد أتيليو فونتانا ولوكا زايا، وهما رئيسا لومبارديا وفينيتو على التوالي، إجراءات الحجر الصحي، إذ طالب فونتانا الحكومة المركزية بتقديم المزيد من التوضيحات في ما يتعلق بالحجر الصحي، في حين عارض زايا الحجر بصورة كاملة. وصف رئيس إميليا رومانيا ستيفانو بوناتشيني المرسوم بأنه «مربك» وطلب من الحكومة المركزية تسخير المزيد من الوقت لتطوير حل «متماسك». نشر ماوريتسيو راسرو، عمدة بلدية أستي المحجورة، مقطع فيديو على صفحته الشخصية على فيسبوك يشتكي فيه من الإعلان المفاجئ عن الحجر الصحي، دون إبلاغه عنه مسبقًا. انتقد القرارَ رجالُ الأعمال المحليين، الذين زعموا افتقار المرسوم إلى شرح كاف حول تفاصيل الحجر الصحي. طالب ماتيو سالفيني، زعيم المعارضة الإيطالية، بتوضيحات إضافية حول الإغلاق.
على المقلب الآخر، أعرب رئيس بلدية نوفارا أليساندرو كانيلّي عن تفاجئه بالمعلومات الأولية التي تلقاها ومفادها أن مقاطعته لن تكون جزءًا من منطقة الحجر الصحي، وطلب إدراج نوفارا بسبب وجود خطوط مواصلات مهمة مع ميلانو. وافق رئيس ماركي لوكا تشيريشولي على الإجراءات رغم إشارته إلى الحاجة إلى تحقيق تعاون إضافي مع المناطق المتأثرة.
ردًا على الآلاف من الأشخاص الذين تم إجلاؤهم من لومبارديا قبل تطبيق الحجر الصحي في 8 مارس، اجتمع ضباط الشرطة والأطباء مع المسافرين من لومبارديا في ساليرنو، كامبانيا، وطلبوا منهم التزام الحجر الصحي الذاتي. طالب ميشيل إميليانو، رئيس بوليا، جميع الوافدين من شمال إيطاليا بالحجر الذاتي. وبالمثل، دعت جولي سانتيلي، رئيسة إقليم كالابريا، الكالابريين القاطنين في شمال إيطاليا إلى عدم العودة إلى ديارهم في أثناء تفشي المرض، وطالبت الحكومة «بعرقلة النزوح إلى كالابريا».
طالب كونتي إلى جانب قادة آخرين الإيطاليين بالابتعاد عن «المُكر» -أي الدهاء في التحايل على القوانين واتّباع شكل من أشكال البيروقراطية- خلال الإغلاق التام. أخبر كونتي صحيفة لا ريبوبليكا بأن إيطاليا تواجه «أحلك ساعاتها».

### السكان
خلال الحجر الصحي الأولي، أُنشئت محطة إذاعية خاصة («إذاعة المنطقة الحمراء»، راديو زونا روسا) لسكان منطقة الحجر الصحي في كودوجنو، بهدف بثّ آخر مستجدات الحجر الصحي، والمقابلات مع السلطات، والمعلومات الحكومية. أُذيعت المواعظ الكاثوليكية أيضًا عبر الراديو.
شارك الآلاف من مستخدمي وسائل التواصل الاجتماعي الهاشتاغ #IoRestoACasa («أنا أبقى في المنزل») بعد توسيع نطاق الحجر الصحي. وضعت الحانات والمطاعم شريطًا لاصقًا على الأرضيات ليتبعها الزبون تطبيقًا للقوانين الخاصة بالحفاظ على مسافة متر واحد بين الأشخاص في الأماكن العامة. أُبلغ عن تهافت على الأسواق المركزية في مدن عدة مثل روما وباليرمو، في ما يُوصف بحالات من هلع الشراء بين السكان بعد إعلان الحجر الصحي على الصعيد الوطني.

### الفاتيكان
بعد الإعلان عن الإغلاق الوطني التام في البلاد، أغلق الفاتيكان متاحفه وأوقف قداديسه وطقوسه العامة. ظلّت كاتدرائية القديس بطرس مفتوحةً الأبواب أمام الزوار، لكن أُغلقت سراديب الموتى التابعة لها مع إلزام الزائرين باتباع القوانين الإيطالية بشأن الحفاظ على مسافة متر واحد بين الأفراد. عُلّق القداس الكاثوليكي في روما والفاتيكان حتى 3 أبريل، وفضّل البابا فرنسيس بث القداس اليومي مباشرةً عبر وسائط الإعلام. شعر البابا فرانسيس بالفزع إزاء إغلاق النائب الأسقفي العام جميع الكنائس في أبرشية روما، ما دفعه إلى عكس هذا الإغلاق بصورة جزئية، مع استمرار منع السياح من زيارة الكنائس.

### على المستوى الدولي
أشاد المدير العام لمنظمة الصحة العالمية، تيدروس أدهانوم، باتخاذ إيطاليا قرار تطبيق الإغلاق، مؤكدًا تقديم الشعب الإيطالي وحكومته «تضحيات حقيقية» عبر هذه «الخطوات الجريئة والشجاعة».